# فرانتس کساور فن تساخ
فرانس ساور فن ساخ (Correspondance astronomique, geographique, hydrographique, et statistique؛ ۱۶ ژوئن ۱۷۵۴ – ۲ سپتامبر ۱۸۳۲) یک دانشمند اهل مجارستان بود.

L'attraction des montagnes, 1814